# (33667) Uttripathii
(33667) Uttripathii est un astéroïde de la ceinture principale.

## Description
(33667) Uttripathii est un astéroïde de la ceinture principale. Il fut découvert le 12 mai 1999 à Socorro (Nouveau-Mexique) par le projet LINEAR. Il présente une orbite caractérisée par un demi-grand axe de 3,03 UA, une excentricité de 0,12 et une inclinaison de 8,5° par rapport à l'écliptique.